# 東海大學附屬相模高等學校及中等部
東海大學附屬相模高等學校及中等部是位於日本神奈川縣相模原市南區相南三丁目地區的私立完全中學，為東海大學的附設學校，常被簡稱為「東海大相模」。
學校於1963年由東海大學所成立，最初僅有高等學校，1980年東海大學成立了東海大學附屬相模中學校，但直到2008年兩校才整併為現在的完全中學。
其棒球部為神奈川縣著名的強隊，曾多次進軍甲子園並取得優勝。